# Altamont Corridor Express
L'Altamont Corridor Express è il servizio ferroviario suburbano a servizio della Silicon Valley e dell'area settentrionale della valle di San Joaquin, nello Stato della California. Composto da una sola linea che collega le città di Stockton e San Jose, è gestito dall'azienda Herzog Transit Services per conto della San Joaquin Regional Rail Commission.
Possiede interscambi con la metropolitana Bay Area Rapid Transit, con il servizio ferroviario suburbano Caltrain, con la rete tranviaria di San Jose e con diversi servizi Inter-city dell'Amtrak.

## Il servizio
Al momento dell'attivazione, il 19 ottobre 1998, il servizio si componeva di 2 corse giornaliere andata e ritorno. Nel maggio del 2001 venne introdotta una terza corsa e nell'ottobre 2012 ne fu introdotta una quarta. Attualmente le 4 corse giornaliere andata e ritorno sono distribuite nelle ore di punta.